# Nợ cao cấp
Trong tài chính, nợ cao cấp, thường xuyên được phát hành dưới hình thức giấy xác nhận nợ cao cấp hay còn gọi là các khoản vay cao cấp, là khoản nợ có độ ưu tiên thanh toán (độ cao cấp) cao hơn các khoản nợ không bảo đảm, hay nói cách khác là các khoản nợ "thấp cấp" của tổ chức phát hành. Nợ cao cấp có độ ưu tiên thanh toán cao hơn so với nợ hạng hai trong cơ cấu vốn của tổ chức phát hành. Trong trường hợp tổ chức phát hành phá sản, nợ cao cấp về mặt lý thuyết phải được hoàn trả trước khi các chủ nợ khác nhận được bất kỳ khoản thanh toán nào.
Nợ cao cấp thường được bảo đảm bằng tài sản thế chấp mà người cho vay có được quyền lưu giữ đầu tiên. Thông thường, điều này bao gồm tất cả các tài sản của một công ty và thường được sử dụng cho các khoản tín dụng tuần hoàn. Nó là khoản nợ có độ ưu tiên thanh toán trong thanh lý.
Nó là một loại nợ công ty có độ ưu tiên liên quan tới lãi suất và tiền vốn trên các loại nợ khác và trên tất cả các loại vốn chủ sở hữu của cùng một tổ chức phát hành.

## Hạn chế đối với độ cao cấp

### Các bên được bảo đảm có thể nhận được sự ưu tiên hơn so với những người cho vay cao cấp không có bảo đảm
Mặc cho địa vị cao cấp của một khoản vay hay một công cụ nợ nào khác, một công cụ nợ khác (cho dù có cao cấp hay không) có thể được hưởng lợi từ sự bảo đảm đưa ra một cách có hiệu lực rằng công cụ khác đó nhiều khả năng được hoàn trả trong tình trạng mất thanh khoản hơn là nợ cao cấp không có bảo đảm. Người cho vay của một công cụ nợ được bảo đảm (bất kể thứ hạng) nhận được các quyền lợi bảo đảm cho công cụ đó cho đến khi chúng được hoàn trả đầy đủ, mà không cần phải chia sẻ quyền lợi bảo đảm đó với bất kỳ người cho vay nào khác. Nếu giá trị của sự bảo đảm là không đủ để trả cho khoản nợ được bảo đảm thì phần còn lại của yêu cầu bồi thường chưa được thanh toán sẽ được xếp hạng theo sự cung cấp hồ sơ tài liệu của nó (dù là cao cấp hoặc không), và sẽ nhận được sự phân chia "theo tỷ lệ" (pro rata) với các khoản nợ không có bảo đảm khác cùng hạng.

### Địa vị siêu cao cấp
Những người cho vay cao cấp về mặt lý thuyết (và thông thường) ở địa vị tốt nhất vì họ có quyền đòi bồi thường đầu tiên đối với những tài sản không được bảo đảm.
Tuy nhiên, trong các chế định và hoàn cảnh khác nhau, nợ "cao cấp" trên danh nghĩa có thể không được xếp hạng "đi đôi với" (pari passu) với tất cả các nghĩa vụ cao cấp khác. Ví dụ, trong vụ tịch biên Ngân hàng Washington Mutual năm 2008, tất cả các tài sản và phần lớn nợ phải trả (bao gồm cả tiền gửi, trái phiếu được bảo hiểm, và nợ có bảo đảm khác) của Ngân hàng Washington Mutual đã được JPMorgan Chase đảm nhận. Tuy nhiên, các quyền đòi nợ khác, bao gồm cả nợ cao cấp không được bảo đảm, thì lại không. Bằng cách này, FDIC đã giáng cấp một cách có hiệu quả các khoản nợ cao cấp không được bảo đảm xuống so với những người gửi tiền, bằng cách này bảo vệ đầy đủ cho những người gửi tiền trong khi cũng loại bỏ bất kỳ trách nhiệm pháp lý bảo hiểm tiền gửi tiềm tàng nào của chính FDIC. Trong trường hợp này và những trường hợp tương tự, các quyền hạn điều chỉnh và giám sát cụ thể có thể làm cho những người cho vay cao cấp trở thành lệ thuộc theo những cách thức không ngờ.
Ngoài ra, trong Chương 11 luật phá sản của Mỹ, những người cho vay mới có thể đến để tài trợ cho hoạt động tiếp tục của các công ty và được cấp địa vị siêu cao cấp so với những người cho vay khác (thậm chí cả những người cho vay cao cấp được bảo đảm), vì vậy được gọi là trạng thái "con nợ sở hữu". Chế độ tương tự tồn tại tại nhiều nước khác.

### Nợ "cao cấp" tại công ty mẹ là lệ thuộc về mặt cấu trúc so với tất cả các khoản nợ tại công ty con
Một người cho vay cao cấp của một công ty mẹ trên thực tế là lệ thuộc vào những người cho vay (cao cấp hay không) tại một công ty con khi xét về qưyền tiếp cận tài sản của công ty con trong một vụ phá sản. Sự sụp đổ của ngân hàng Washington Mutual năm 2008 đã nhấn mạnh độ ưu tiên của yêu cầu bồi thường này, do những người cho vay của ngân hàng Washington Mutual đã không nhận được lợi ích gì từ các tài sản của các chi nhánh ngân hàng của thực thể đó.